# Westernbach (Ohrn)
Der Westernbach ist ein gut vier Kilometer langer Bach im Hohenlohekreis im nördlichen Baden-Württemberg, der nach etwa südlichem Lauf vor dem Weiler Möhrig im Stadtgebiet von Öhringen von rechts in die untere Ohrn mündet.

## Geographie

### Verlauf
Der Westernbach entsteht neben der die Dörfer Pfahlbach und Westernbach der Gemeinde Zweiflingen verbindenden Kreisstraße K 2330 zwischen dem Südrand des Höhenwaldes Assig und Westernbach auf etwa 277 m ü. NHN. Er ist anfangs ein gerader Graben in erst mäßig eingetiefter Talmulde. Auf seinem ganzen Weg läuft er in südliche Richtungen. Er durchquert dabei zunächst den nördlichen Siedlungskern von Westernbach, wo ein nur im Ortsbereich offener Zufluss von rechts einmündet, gefolgt vom Bach aus der Reisklinge in der Siedlungslücke aus derselben Richtung. Schon vor dem südlichen Siedlungskern nimmt sein Lauf erstmals ein natürlicheres Gepräge mit Kleinmäandern und einem schmalen Auwaldstreifen auf den Ufern an, das ihm nach dem Ortsende fast durchweg bleibt.
Vor dem nächsten Talort fließt der Bach aus dem rechten Nebental Gänseklinge ein, aus dem rechts am Hang liegenden folgenden Dorf Büttelbronn dann das Häldenbächle. Auf dieser Seite zieht sich in der Folge Bebauung am Hang weiter talabwärts bis zur Mündung auf etwa 216,9 m ü. NHN von rechts in die untere Ohrn, wenige Dutzende Meter nachdem diese unter der Ohrntalbrücke der A 6 durchgeflossen ist.
Der Westernbach mündet etwa 60 Höhenmeter unterhalb seines Ursprungs nach einem 4,2 km langen Lauf mit mittlerem Sohlgefälle von 1,4 ‰.

### Einzugsgebiet
Der Westernbach hat ein 6,4 km² großes Einzugsgebiet, das naturräumlich gesehen im Unterraum Öhringer Ebene der
Hohenloher und Haller Ebene liegt. Es liegt, kleine Zwickel am Westrand zum Ohrntalwald und den Assich-Wald im Norden von zusammen rund ein Achtel der Gesamtfläche ausgenommen, in offener Flur, die abseits der nur engen Talbereiche und der Orte fast ganz unterm Pflug steht.
Der mit 327,8 m ü. NHN höchste Punkt liegt ganz im Norden im Assich an der Trasse des Kärcherwegs, eines Kammwegs auf der nördlichen Wasserscheide zum Pfahlbach, der etwas vor der den Westernbach aufnehmende Ohrn in den Kocher mündet. An die linke, östliche Wasserscheide grenzt fast bis zur Mündung das Einzugsgebiet des Maßholderbachs, der weniger als hundert Meter vor dem Westernbach in die Ohrn einfließt. Jenseits der rechten Wasserscheide im Südwesten und Westen liegt solches der Ohrn, der von dieser her allenfalls kurze Gewässer zulaufen.
Etwa zwei Drittel des Einzugsgebietes gehören zum Gebiet der Gemeinde Zweiflingen, der weit überwiegende Anteil davon zur Westernbacher Teilgemarkung. Der übrige, südliche Teil liegt im Stadtgebiet von Öhringen, überwiegend in der Büttelbronner Stadtteilsgemarkung, mündungsnah dann in der des zentralen Öhringen selbst. Beidseits des oberen Bachlaufs liegen die zwei aufeinanderfolgenden Siedlungsteile des Zweiflinger Dorfes Westernbach, rechts von ihm gegen Ende des mittleren das Öhringer Dorf Büttelbronn. An dieses schließt sich am rechten Hang ein neueres Siedlungsgebiet zwischen Büttelbronn und dem etwas abwärts der Mündung an der Ohrn im der zentralen Öhringen Stadtgemarkung liegenden Weiler Möhrig an, das fast bis zur Mündung reicht. Sonst ist das Einzugsgebiet unbesiedelt.
Durchs nordöstliche Einzugsgebiet läuft in südsüdöstlicher Richtung die Trasse des Obergermanisch-Raetischen Limes zwischen Jagsthausen und Öhringen. Am Nordrand im Assich-Wald ist auf einem über 300 Meter langen Stück ein Wallrest erhalten. Etwas östlich von Westernbach stand am linken Talhang auf der römischen Seite ein Kastell, wenig südöstlich von dort ist ein gewunden der Trasse folgender Feldweg auf Karten als Römerstraße beschriftet.

### Zuflüsse und Seen
Liste der Zuflüsse und  Seen von der Quelle zur Mündung. Gewässerlänge, Seefläche, Einzugsgebiet und Höhe nach den entsprechenden Layern auf der Onlinekarte der LUBW. Andere Quellen für die Angaben sind vermerkt.
Ursprung des Westernbachs auf etwa 277 m ü. NHN zwischen dem Kammwald Assig im Norden und dem Dorf Westernbach der Gemeinde Zweiflingen neben der K 2330.
- (Zufluss aus dem Säuhag), von rechts und Westnordwesten auf etwa 264 m ü. NHN im södlichen Siedlungsteil von Westernbach, unter 0,2 km und ca. 0,5 km². Der kurze offene Lauf beginnt heute am Westrand des Dorfes auf etwa 274 m ü. NHN und mündet in den dort verdolten Westernbach. Er wurde früher von einer Quelle in einem heutigen Feld im Gewann Säühag auf knapp 274 m ü. NHN etwa 0,5 km nordwestlich der Mündung gespeist, von welcher heute nichts mehr zu sehen ist und deren Abfluss wohl schon früher eine lange Versickerungsstrecke hatte.[2]
- (Graben aus der Reisklinge), von rechts und Westnordwesten auf etwa 258,7 m ü. NHN[LUBW 2] am Sportplatz zwischen dem nördlichen und dem südlichen Siedlungsteil des Dorfes Westernbach, ca. 0,7 km und ca. 0,5 km². Entsteht auf etwa 283 m ü. NHN neben dem begleitenden Feldweg.
Noch in der ersten Hälfte des 20. Jahrhunderts abseits von Wegen etwa auf derselben Trasse.
- (Bach aus der Gänsklinge), von rechts und Westnordwesten  auf etwa 238,4 m ü. NHN[LUBW 2] ca. 0,6 km und ca. 0,5 km². Der auf dem Ober- und Mittellauf oft trockene Bachgraben entsteht auf etwa 260 m ü. NHN zwischen zwei Feldwegen wenig unterhalb des zwischen diesen auskeilenden begleitenden Grünstreifens.
  -  Durchfließt auf etwa 248 m ü. NHN einen Teich etwa 150 Meter vor der Mündung, unter 0,1 ha.
- Häldenbächle, von recht und Nordwesten auf etwa 227,7 m ü. NHN[LUBW 2] nach Durchqueren von Büttelbronn, 1,5 km[LUBW 3] und ca. 1,4 km². Entsteht auf etwa 270 m ü. NHN im Gewann Strüt knapp 200 Meter nördlich einer einzeln stehenden landwirtschaftlichen Gebäudegruppe und läuft anfangs südwärts.
  -  Passiert auf etwa 260 m ü. NHN einen Teich rechts am Lauf nach der Gebäudegruppe, unter 0,2 ha.
  - (Bach aus der Fuchsklinge), von rechts und Westnordwesten  auf etwa 249 m ü. NHN wenig oberhalb eines Wasserhäuschens vor dem Büttelbronner Ortsrand, ca. 0,4 km und ca. 0,3 km². Entsteht auf etwa 270 m ü. NHN an zwei zusammenlaufenden Geländemulden.

Mündung des Westernbachs von rechts und zuallerletzt Nordosten auf ca. 216,9 m ü. NHN beim Weiler Möhrig der Stadt Öhringen von rechts und Norden in die untere Ohrn. Der Westernbach ist 4,2 km lang und entwässert ein 6,4 km² großes Gebiet.

## Geologie
Das ganze Einzugsgebiet liegt im Keuper. Nur in wenigen Inseln an der östlichen Wasserscheide steht im Gebiet der Lettenkeuper (Erfurt-Formation)  des  Unterkeupers an. Im übrigen Gebiet ist die höchste tertiäre Schicht der unmittelbar darunter liegende Gipskeuper (Grabfeld-Formation) des Mittelkeupers.  Auf großen Flächen überwiegend rechts des Baches lagert auf diesen beiden tertiären Schichten Lösssediment aus quartärer Sedimentation. Eine nur kurze, ostsüdöstlich streichende Störung zieht sich kurz vor Büttelbronn vom Bach den linken Hang des Tals hinauf. Sowohl im Lösssediment wie im Lettenkeuper haben sich einige Hohlwege eingetieft.

## Natur und Schutzgebiete
Der Westernbach ist anfangs ein gerade gezogener Graben in natürlicher Mulde, der trockenfallen kann. Etwas vor dem unteren Siedlungsteil Westernbachs beginnt dann der, diesen Dorfteil ausgenommen, fast durchweg naturnahe Abschnitt des Bachs, der sich bis zur Mündung hinzieht. Der Bach fließt dort in vielen Kleinmäandern und von einer Baum- und Strauchgalerie begleitet durch die Aue. Das Bachbett ist bei wechselnder Tiefe und Breite bis zu zwei Meter eingetieft und bis zu zwei Meter breit. Das Sediment ist erdig, mancherost hat er auch kleine Sand- und Kiesbänke abgelagert. Schon vor Büttelbronn, das etwas Abstand vom Ufer hält, ist der Durchfluss beständig.
Der Abschnitt des Limes mit erhaltenem Wall im Assig und seine etwas kürzere Fortsetzung jenseits des Lärcherwegs sind unter dem Namen Limes bei Pfahlbach als nur etwa 2 ha großes Landschaftsschutzgebiet ausgewiesen. Der Assigwald, das obere Einzugsgebiet des Häldenbächles westlich von Büttelbronn sowie der Mündungskeil etwa ab der Gemarkungsgrenze von Büttelbronn zum zentralen Öhringen liegen jeweils in Wasserschutzgebieten.

### LUBW
Amtliche Online-Gewässerkarte mit passendem Ausschnitt und den hier benutzten Layern: Lauf und Einzugsgebiet des Westernbachs

Allgemeiner Einstieg ohne Voreinstellungen und Layer: Daten- und Kartendienst der Landesanstalt für Umwelt Baden-Württemberg (LUBW) (Hinweise)
1. 1 2 3  Höhe nach dem Höhenlinienbild auf dem Hintergrundlayer Topographische Karte.
2. 1 2 3 4 5  Höhe nach schwarzer Beschriftung auf dem Hintergrundlayer Topographische Karte.
3. 1 2 3  Länge nach dem Layer Gewässernetz (AWGN).
4. 1 2  Einzugsgebiet nach dem Layer Basiseinzugsgebiet (AWGN).
5. ↑  Länge abgemessen auf dem Hintergrundlayer Topographische Karte.
6. ↑  Seefläche abgemessen auf dem Hintergrundlayer Topographische Karte.
7. ↑  Einzugsgebiet abgemessen auf dem Hintergrundlayer Topographische Karte.
8. ↑  Schutzgebiete nach den einschlägigen Layern, Natur teilweise nach dem Layer Biotop.

### Andere Belege
1. ↑  Wolf-Dieter Sick: Geographische Landesaufnahme: Die naturräumlichen Einheiten auf Blatt 162 Rothenburg o. d. Tauber. Bundesanstalt für Landeskunde, Bad Godesberg 1962. → Online-Karte (PDF; 4,7 MB)
2. ↑  Das Meßtischblatt 6722 Brettach von 1933 zeichnet etwas über die Hälfte des damaligen Laufes ab der Quelle blau gepünktelt ein, im Unterschied zur auch darauf sonst üblichen Strichelung für nur unbeständig wasserführende Abschnitte von Fließgewässern
3. ↑  Geologie nach den Layern zu Geologische Karte 1:50.000 auf: Mapserver des Landesamtes für Geologie, Rohstoffe und Bergbau (LGRB) (Hinweise)
Die unter → Literatur aufgeführte geologischen Karte stimmt im allein von ihr abgedeckten südlichen Einzugsgebietsteil mit dem dort gegebenem Bild im Wesentlichen überein.